# Geobotanik

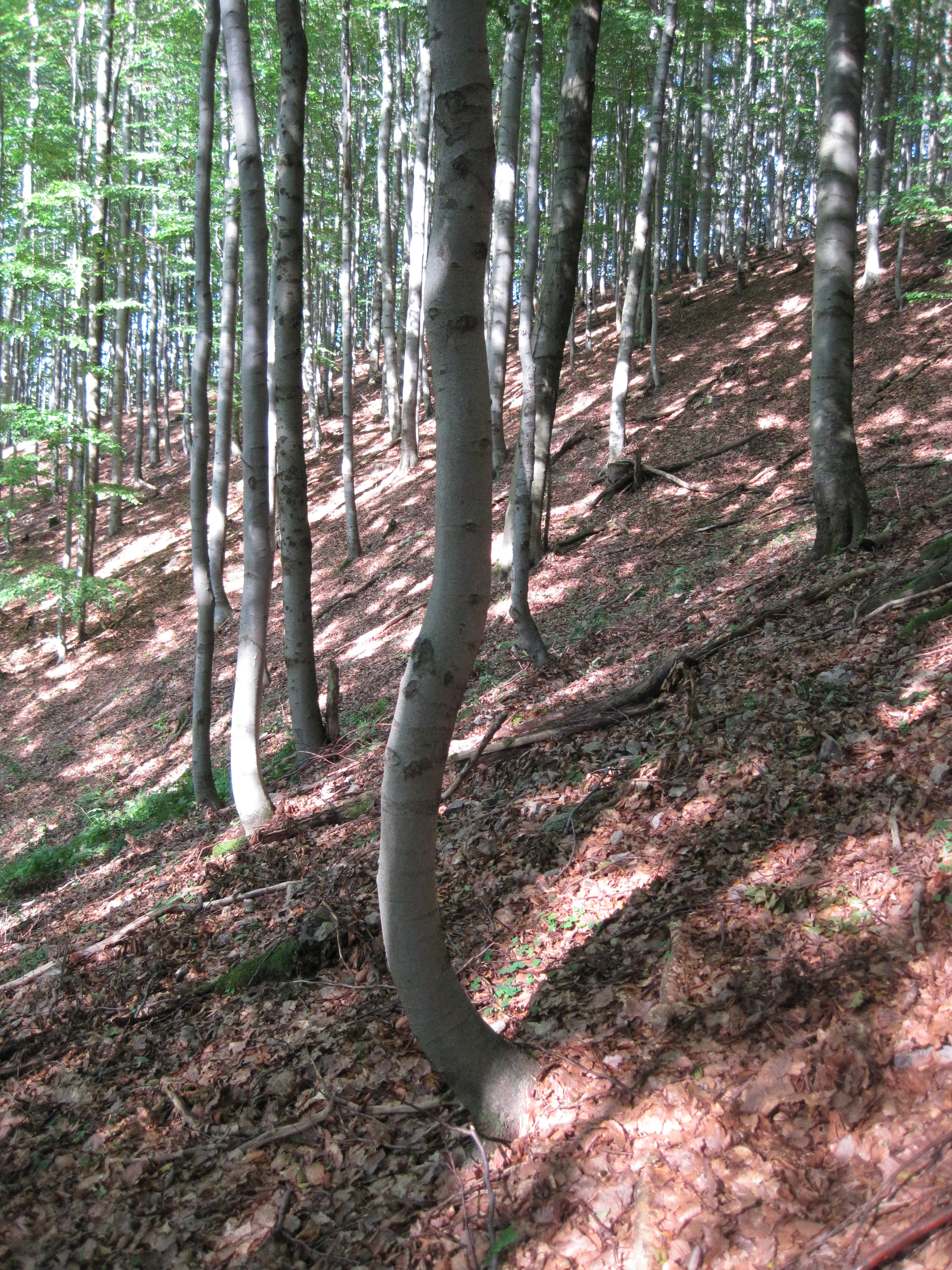
Stammwuchsanomalien (Säbelwuchs) an einer Hangrutschung

Die Geobotanik ist eine Wissenschaft im Übergangsbereich zwischen Botanik und Geographie. Erfasst, beschrieben und erklärt werden das Vorkommen und die räumliche Verbreitung von Pflanzen und Pflanzengesellschaften sowie deren Veränderungen in der Vergangenheit (Vegetationsgeschichte). Wichtige Hilfsdisziplinen sind Vegetationskunde, Standortkunde und Pflanzensoziologie.

## Geobotanik und Pflanzengeographie
Als Teilgebiet der Botanik (und damit der Biologie) erforscht die Geobotanik das Einwirken des Raumes auf die Verbreitung der Vegetation. Die Untersuchung geht hier von den Pflanzen aus und beginnt damit im kleinen Maßstab.
Das entsprechende Teilgebiet der Biogeographie beziehungsweise der Geographie ist die Vegetationsgeographie (Phytogeographie, Pflanzengeographie). Hier ist eher der Pflanzenbewuchs als prägendes Merkmal geographischer Räume von Interesse. In der Biogeographie geht man von den Regionen der Erde aus und betrachtet das Thema im großen Maßstab (siehe Florenreich und Vegetationszone).
Die beiden Wissenschaften gehen also von verschiedenen Blickwinkeln aus, behandeln aber denselben Gegenstand: den Zusammenhang zwischen Pflanzen und geographischen Räumen. In der Praxis sind sie kaum voneinander zu trennen und werden außerhalb der Fachgebiete auch oft verwechselt oder für ein und dieselbe Wissenschaft gehalten. So gibt etwa der Duden bei den Stichwörtern Pflanzengeographie und Phytogeographie jeweils an, es handle sich um Synonyme für Geobotanik.

## Deskriptive und kausale Geobotanik
Die deskriptive (beschreibende) Geobotanik lässt sich in Florenkunde und Vegetationskunde unterscheiden. Jede Art und jede Unterart in der Botanik, aber auch jede Gattung und Familie usw. hat ein Verbreitungsgebiet, das sich im Lauf ihrer Entwicklung und unter dem Einfluss des Menschen ändern kann. Diese Verbreitungsgebiete (Areale) zu bestimmen gehört zu den Aufgaben der deskriptiven Geobotanik.
Die kausale Geobotanik sucht nach Ursachen und Mustern, die für die Verteilung der Pflanzen und Pflanzengesellschaften entscheidend sind. Wichtige Faktoren, die auf die Entwicklung von Pflanzen Einfluss haben, sind die Eigenschaften des Bodens, Klima und Wetter sowie die Wechselwirkungen mit Mikroorganismen und Tieren, oft auch die Einwirkung des Menschen.
Beispiele
Viele Pflanzen sind an das Vorkommen bestimmter Mineralien im Boden gebunden (z. B. Kalkpflanzen), brauchen eine bestimmte Wassermenge im Jahresverlauf und haben Toleranzschwellen für Mindest- und Höchsttemperatur. Aus der Verbreitung von Pflanzenarten bzw. Pflanzengesellschaften lassen sich zusammenhängende Gebiete mit gleichförmigen Lebensbedingungen definieren.
Durch Wurzelausbildung, Stammkrümmung und -neigung können Pflanzen auch wichtige Indikatoren für Bodenbewegungen sein. Die Wuchsform der Pflanze ist im oberirdischen Bereich im Wesentlichen von den Lichtverhältnissen und den mechanischen Beanspruchungen abhängig. Aus der Stammwuchsform können deshalb wichtige Erkenntnisse für die Beurteilung von Hangbewegungen gewonnen werden. Durch oberflächennahe Kriechbewegungen des Hangschuttes entstehen Wuchsanomalien. Diese können beispielsweise in einer gekrümmten Form (Säbelwuchs) des Stammes auftreten (Bild).

## Benachbarte Disziplinen
Die Pflanzenökologie untersucht die Beziehungen zwischen Pflanzen und ihrer Umwelt. Dabei bezieht sich die Autökologie auf das Individuum, die Synökologie auf den Pflanzenbestand bzw. die Pflanzengesellschaft.
Die Erkenntnisse der Klimatologie sind für die Geobotanik unverzichtbar. Die klassische Einteilung der Erde in Klimazonen (z. B. tropisch, subtropisch, boreal) berücksichtigt auch geobotanische Aspekte.